# Andreea Chițu
Andreea Chițu (ur. 7 maja 1988) – rumuńska judoczka, brązowa medalistka mistrzostw świata, mistrzyni i wicemistrzyni Europy. 
Największym sukcesem zawodniczki jest brązowy medal mistrzostw świata w Paryżu w kategorii do 52 kg. Zdobyła również złoty medal mistrzostw Europy w Czelabińsku (2012).